# Giuncugnano
Giuncugnano là một đô thị ở tỉnh Lucca trong vùng Tuscany, có cự ly khoảng 90 km về phía tây bắc của Florence và khoảng 45 km về phía tây bắc của Lucca. Tại thời điểm ngày 31 tháng 12 năm 2004, đô thị này có dân số 509 người và diện tích là 18,9 km².
Giuncugnano giáp các đô thị: Casola in Lunigiana, Fivizzano, Minucciano, Piazza al Serchio, Sillano.